# Tanzanias flag
Tanzanias flag blev taget i brug i 1964. Det er afledet af Tanganyikas og Zanzibars flag. Flaget er delt diagonalt af et sort bånd med gule kanter. Den øvre trekant er grøn, den nedre er blå.
Farverne betyder:
Grøn: Vegetation
Gul: Mineralerne
Blå: Vandet
Sort: Menneskerne
| Flag | Spire Denne artikel om flag eller vexillologi er en spire som bør udbygges. Du er velkommen til at hjælpe Wikipedia ved at udvide den. |